# الحرب الأهلية الأفغانية (1992–1996)
الحرب الأهلية الأفغانية وهو نزاع مسلح في أفغانستان بدأ في سنة 1992 وانتهى في سنة 1996 وقد بدأت الحرب بعد استقالة رئيس أفغانستان الشيوعي محمد نجيب الله وبعد ذلك تم توقيع إتفاقية سلام بين الأحزاب الأفغانية سُميت باتفاق بيشاور، إلا أن هذهِ الإتفاقية لم تشمل الحزب الإسلامي الذي كان برئاسة قلب الدين حكمتيار وهذا مما أدى إلى غضب أنصار الحزب الإسلامي في أفغانستان، فبدأ حكمتيار بحملة قصف على العاصمة كابول وأصبحت مدينة قندهار ومُدُن أُخرى تحت سيطرته، استمرت الحرب بين الحكومة الأفغانية وأنصار الحزب الإسلامي إلى سنة 1996 بعد أن تمكن طالبان مدعوماً من باكستان والمملكة العربية السعودية من السيطرة على العاصمة كابول وعزل الحكومة الأفغانية وإنشاء دولة أفغانستان تحكمها الشريعة الإسلامية.

## خلفية
وافق الرئيس محمد نجيب الله الذي فقد دعم الاتحاد السوفيتي على الاستقالة وإفساح المجال أمام حكومة مؤقتة محايدة في مارس 1992. بدأت عدة أحزاب من المجاهدين مفاوضات لتشكيل حكومة ائتلاف وطني. لكن الحزب الإسلامي بقيادة قلب الدين حكمتيار الذي تدعمه وتديره المخابرات الباكستانية لم يشترك في المفاوضات، وقرر غزو كابول بمفرده. أرسل حكمتيار قواته إلى كابول، وتمكنت هذه القوات من دخول المدينة في 17 أبريل، وهو الأمر الذي لم يترك لمجموعات المجاهدين الأخرى خيارًا سوى دخول كابول أيضًا في 24 أبريل لمنع حكمتيار من الاستيلاء على المدينة والبلاد. أشعل ذلك حربًا أهلية بين خمسة أو ستة جيوش متنافسة، جميعها مدعومة من دول أجنبية. أعلنت عدة مجموعات من المجاهدين حكومة مؤقتة في 26 أبريل 1992، لكن هذا الحكومة لم يكن لها أي سلطة حقيقية على أفغانستان.

## التسلسل الزمني

### 1992 – 1993
بدأ التنافس على كابول في 25 أبريل 1992، وتدخل في هذا الصراع ستة جيوش: الحزب الإسلامي بقيادة قلب الدين حكمتيار والجماعة الإسلامية وحركة الانقلاب الإسلامي والاتحاد الإسلامي وحزب الوحدات والجيش الوطني الإسلامي. اتفق زعيم الحزب الإسلامي قلب الدين حكمتيار وزعيم الجماعة الإسلامية أحمد شاه مسعود على تشكيل حكومة مؤقتة في 25 مايو 1992 يكون حكمتيار رئيسًا للوزراء فيها وصبغت الله مجددي رئيسًا لأفغانستان، لكن الاتفاق انهار في 29 مايو عندما اتهم الرئيس مجديدي عناصر تابعة لحكمتيار بإطلاق صاروخ استهدق طائرته العائدة من إسلام آباد. وبحلول 30 مايو 1992 كانت قوات الجماعة الإسلامية والجيش الوطني الإسلامي تهاجم الحزب الإسلامي في جنوب كابول مرةً أخرى، وفي أوائل يونيو بدأ حكمتيار في قصف جميع أنحاء كابول بدعم كبير من المخابرات الباكستانية، من جهة أخرى اندلعت المعارك بين الاتحاد الإسلامي وحزب الوحدات في غرب كابول، وفي نهاية يونيو 1992 تولى برهان الدين رباني الرئاسة المؤقتة بدلًا من صبغت الله مجددي، كما هو منصوص عليه في اتفاقيات بيشاور، وعلى الرغم من ذلك كانت الحكومة المؤقتة عاجزة بشكل كامل مباشرة بعد إعلانها في أبريل 1992.
استمرت المعارك طوال عام 1992، فسقطت مئات الصواريخ على كابول، وقتل الآلاف معظمهم من المدنيين، وفرَّ نصف مليون شخص من العاصمة. واصلت فصائل الميليشيات المتنافسة معاركها حول كابول في عام 1993، وفشلت العديد من اتفاقيات وقف إطلاق النار واتفاقيات السلام. أكدت تقارير هيومن رايتس ووتش في الفترة الممتدة بين أعوام 1992 – 1995، أنَّ خمسة فصائل مجاهدين مختلفة ساهمت في تدمير كابول، على الرغم من أن محللين آخرين يلقون اللوم على الحزب الإسلامي بقيادة حكمتيار بشكل خاص.

### 1994

#### يناير - يونيو
في يناير 1994 انضم دوستم لأسباب مختلفة إلى قوات قلب الدين حكمتيار. وأطلق الحزب الإسلامي مع حلفائه الجدد من حزب الوحدة والحركة الإسلامية الوطنية (جنبش مللي) حملة شورى هاماغانغي ضد قوات مسعود والحكومة المؤقتة. خلال ذلك كان الحزب الإسلامي قادرًا على الاستفادة من سلاح جنبش الجوي في قصف مواقع الجمعية الإسلامية وفي إعادة إمداد رجالهم. أدى هذا إلى مزيد من القصف المدفعي لصالح حزب حكمتيار. وتمكن الحزب الإسلامي وجنبش مللي من السيطرة على أجزاء من وسط كابل خلال ذلك الوقت. تم تمييز قوات جنبش لارتكابها أعمال النهب والاغتصاب والقتل، لسبب وحيد هو أنها يمكن أن تفلت من العقاب. بعض القادة مثل شير عرب قائد الفوج 51 وقاسم جنغال باغ وإسماعيل ديوانية ["إسماعيل المجنون"] تم تمييزهم بشكل خاص. وفقًا لمشروع العدالة الأفغاني، خلال تلك الفترة حتى يونيو 1994، قُتل 25,000 شخص. كانت المناطق حول المجمعات السكنية دموية بشكل خاص. وانخفض عدد سكان كابل في ذلك الوقت من 2 مليون خلال الحقبة السوفيتية إلى 500 ألف بسبب الهجرة الجماعية الكبيرة من كابل.

#### يوليو - ديسمبر
وطبقاً لـ هيومن رايتس ووتش فإن العديد من العملاء الإيرانيين كانوا يساعدون حزب الوحدة، لأن «إيران تريد تقوية قوة الحزب العسكرية ونفوذه في الحكومة الجديدة». وكذلك جاول العملاء السعوديون «تقوية حزب عبد الرسول سياف وفصيله الاتحاد الإسلامي لتحقيق نفس الغاية». ورأت بعض القوى الخارجية بانعدام الاستقرار في أفغانستان فرصة للضغط لتحقيق مصالحهم الأمنية والسياسية. كتبت هيومن رايتس ووتش أن «وقف إطلاق النار النادر عادة ما يتم التفاوض عليه بين ممثلي أحمد شاه مسعود أو صبغت الله مجددي أو برهان الدين رباني (الحكومة المؤقتة) ومسؤولون من اللجنة الدولية للصليب الأحمر، الذي سرعان ماينهار في غضون أيام».
ظهرت حركة طالبان لأول مرة على الساحة العسكرية في أغسطس 1994، بهدف معلن هو تحرير أفغانستان من قيادتها الفاسدة الحالية من أمراء الحرب وإقامة مجتمع إسلامي نقي. أفيد في طبعة ديسمبر 2009 من مجلة هاربر ويكلي أن طالبان نشأت في المناطق المحيطة بمدينة قندهار. بحلول أكتوبر 1994 حصلت حركة طالبان وفقًا للإجماع الأكاديمي والتقارير الميدانية على دعم باكستان التي شهدت طالبان وسيلة لتأمين طرق التجارة إلى آسيا الوسطى وتأسيس حكومة مفيدة لمصالحها في كابل. ونفى السياسيون الباكستانيون خلال تلك الفترة مرارًا دعمهم لحركة طالبان. لكن كبار المسؤولين الباكستانيين مثل وزير الداخلية نصير الله بابر أعلن لاحقًا:«لقد أنشأنا حركة طالبان» وكتب الرئيس الباكستاني السابق مشرف انحزنا إلى جانب طالبان لهزم القوات المناهضة لها.
في أكتوبر 1994 انفجرت قنبلة في حفل زفاف في قلعة فتح الله في كابل مما أسفر عن مقتل 70 مدنيا. ولم تشهد المنطقة قتالاً منذ عدة أيام وفقاً للتقارير.
أيضا في أكتوبر 1994 ثارت طالبان في قندهار. في 12 أكتوبر 1994 حققت الحركة أول انتصار لها عندما استولت على منطقة سبين بولدك في قندهار. ثم استولوا على مدينة قندهار في 5 نوفمبر 1994 وسرعان مااستمروا في تقدمهم للاستيلاء على معظم الجنوب.
بحلول نهاية 1994 كان جنبش ملي ودستم في موقع دفاعي في العاصمة كابل، وكانت قوات مسعود قد طردتهم من معظم معاقلهم. سيطر مسعود أكثر فأكثر على كابل. في الوقت نفسه تمكن جنبش من إخراج الجمعية الإسلامية من مزار شريف.

### 1995

#### يناير - مارس
رفض الرئيس المؤقت رباني التنحي عند انتهاء فترة ولايته في 28 ديسمبر 1994، فعاد مبعوث الأمم المتحدة للسلام محمود المستيري إلى كابل في 1 يناير 1995. وفي 10 يناير عرض رباني التنحي وتسليم السلطة إلى إدارة مؤقتة للأمم المتحدة مؤلفة من 23 عضوا إذا وافق حكمتيار على الانسحاب. في 12 يناير تم الاتفاق على وقف إطلاق النار، لكن القصف بدأ مرة أخرى في 19 يناير مما أسفر عن مقتل 22 شخصًا على الأقل. بين 22 و 31 يناير قصف حزب دوستم جنبش ملي المواقع الحكومية في مدينة قندوز ومقاطعته، مما أسفر عن مقتل 100 شخص وجرح أكثر من 120. سقطت المدينة بيد دوستم في 5 فبراير. فقام رباني بتأجيل استقالته في الحادي والعشرين مشيرًا إلى أنه سيستقيل في الثاني والعشرين. في أواخر يناير سقطت غزنة بيد طالبان. وخسر حكمتيار مئات الرجال وعدة دبابات أمام التحالف المؤقت بين طالبان وقوات رباني.
في تلك الأثناء اقتربت طالبان من كابل، ودخلت ولاية وردك أوائل فبراير واحتلت عاصمتها میدانشار يوم 10 فبراير 1995. وفي 14 فبراير اضطر حكمتيار إلى التخلي عن مواقع مدفعيته في جهار آسیاب بعد تقدم طالبان الذين تمكنوا من السيطرة على تلك الأسلحة. خلال الفترة من 25 إلى 27 فبراير، اندلعت اشتباكات في ضواحي كابل في کارته سه وکوته سنگی وکارته چهار بين القوات الحكومية وحزب الوحدة مما أسفر عن سقوط 10 قتلى و 12 جريحًا. وفي مارس شن مسعود هجوماً ضد حزب الوحدة وحاصرها في کارته سه وکوته سنگی. وطبقاً لتقارير أخرى فإن قوات الجمعية الإسلامية التابعة لرباني ارتكبت أيضاً عمليات اغتصاب وإعدامات جماعية ضد المدنيين في تلك الفترة. وتراجعت طالبان تحت القصف واصطحبوا مزاري معهم وألقوا به من مروحية في طريقهم إلى قندهار. ثم واصلت طالبان شن هجمات ضد كابل مستخدمة غنائم الحزب الإسلامي. وأثناء انسحاب طالبان قيل إن عمليات سلب ونهب كبيرة جرت في جنوب غرب كابل لقوات رباني ومسعود ضد عرقية الهزارة. تقدر الخسائر المدنية في فترة القتال هذه بـ 100 قتيل و 1000 جريح.
ابتداء من 12 مارس 1995 شنت قوات مسعود هجومًا ضد طالبان وتمكنت من طردهم من المنطقة المحيطة بكابل واستعادة جهار آسیاب في 19 مارس، فهدأت الأحوال نسبيا لبضعة أشهر. خلفت المعركة مئات القتلى من طالبان وتكبدت الحركة أول هزيمة لها. لكن أثناء انسحابها قصفت طالبان العاصمة كابل. في 16 مارس صرح رباني مرة أخرى أنه لن يستقيل. في 30 مارس تم العثور على قبر من 22 جثة رجل، 20 منها برصاصة في الرأس في جهار آسیاب.

#### أبريل - سبتمبر
في 4 أبريل قتلت طالبان حوالي 800 جندي حكومي وأسرت 300 آخرين في ولاية فراه، لكنهم أجبروا على التراجع. وفي بداية مايو هاجمت قوات رباني حركة طالبان في ميدانشار. [5] اتفقت الهند وباكستان على إعادة فتح بعثاتهما الدبلوماسية في كابل في الفترة من 3 إلى 4 مايو. وفي 11 مايو استعادت قوات إسماعيل خان ورباني السيطرة على فراه من طالبان. وبحسب ما ورد فقد استخدم إسماعيل خان القنابل العنقودية، مما أسفر عن مقتل 220-250 مدنيًا غير مسلح. وفي 14 و 16 مايو سقطت ولايتي هلمند ونمروز بيد رباني وخان. وفي 20 مايو استولت قوات حزب الوحدة على باميان. وفي 5 يونيو هاجمت قوات دوستم قوات رباني في سامانجان، فقُتل أكثر من 20 شخصًا. واستمرت القوتان قتالهما في بغلان. وفي 9 يونيو تم توقيع هدنة لمدة 10 أيام بين الحكومة وطالبان. وفي 15 يونيو قصف دوستم كابل وقندوز. أسقطت قنبلتان تزن 550 رطلاً (250 كجم) في منطقة سكنية في كابل، مما أسفر عن مقتل اثنين وإصابة واحد، وسقطت ثلاث قرب وزارة الدفاع. وفي 20 يونيو استعادت الحكومة باميان. وفي 23 يوليو استرد دوستم وحزب الوحدة باميان. وفي 3 أغسطس اختطفت حركة طالبان طائرة شحن روسية في قندهار واستولت على أسلحة كانت مخصصة لرباني. وأخذت الحكومة غرشك وهلمند من طالبان في 28 أغسطس، لكنها لم تتمكن من السيطرة على غرشك. وفي سبتمبر استولت قوات دوستم على ولاية بادغيس. وتمكنت طالبان من الاستيلاء على فراه في 2 سبتمبر، وشيندند في اليوم التالي. وفي 5 سبتمبر سقطت هرات وفر إسماعيل خان إلى مشهد. يعزو البعض ذلك إلى تحالف غير الرسمي بين دوستم وطالبان، إلى جانب قصف دوستم للمدينة. تبع ذلك إغلاق إيران للحدود. وفي 6 سبتمبر اقتحمت مجموعة من الغوغاء السفارة الباكستانية في كابل، مما أسفر عن مقتل شخص وجرح 26 بمن فيهم السفير الباكستاني.

#### أكتوبر-ديسمبر
في 11 أكتوبر استعادت طالبان مدينة جهار آسیاب. وقدمت لجنة المصالحة الوطنية مقترحاتها للسلام في نفس اليوم. وفي 15 أكتوبر سقطت باميان في يد طالبان. وفي الفترة من 11-13 نوفمبر 1995، قُتل حوالي 57 مدني وأصيب أكثر من 150 آخرين عندما قصفت قذائف صاروخية وقذائف مدفعية من مواقع طالبان في جنوب كابل. وفي 11 نوفمبر قُتل 36 مدنياً عندما ضرب أكثر من 170 صاروخاً وقذائف مناطق مدنية. وسقطت شظايا في سوق فوروزجا، بينما ضربت أخرى ضاحية تایمني، التي هرب إليها العديد من الناس من أجزاء أخرى من كابل. المناطق السكنية الأخرى التي تعرضت لهجمات المدفعية والصواريخ هي منطقة باغ بالا في شمال غرب كابل ووزير أكبر خان، حيث تعيش معظم الجاليات الأجنبية الصغيرة في المدينة. وفي الشمال قاتلت قوات رباني للسيطرة على ولاية بلخ واستعادة العديد من المناطق من دوستم.
في 20 نوفمبر 1995 أعطت قوات طالبان الحكومة إنذارًا مدته 5 أيام تستأنف خلاله القصف إذا لم يغادر رباني وقواته المدينة. تم سحب هذا الإنذار في النهاية. وبحلول نهاية ديسمبر، لقي أكثر من 150 شخصًا مصرعهم في كابل بسبب تكرار القصف بالصواريخ والقذائف والقصف من ارتفاعات عالية للمدينة، حسبما ورد من قوات طالبان.

### 1996

#### يناير–سبتمبر
في 2-3 يناير قتلت الهجمات الصاروخية لطالبان ما بين 20 و 24 شخصًا وجرحت 43-56 آخرين. وفي 10 يناير تم تقديم اقتراح سلام بين طالبان والمعارضة. في 14 يناير أغلق حكمتيار الطريق الغربي لكابول تاركًا المدينة محاصرة. ومع ذلك تدخلت إيران في منتصف يناير ووقع فصيل خليلي من حزب وحدت اتفاق سلام أدى إلى فتح طريق كابول - باميان. وفي 20 يناير اندلع القتال بين الفصائل وحركة طالبان في قندهار. في 1 فبراير قصفت طالبان منطقة سكنية في كابل، مما أسفر عن مقتل 10 مدنيين. وفي 3 فبراير بدأ الصليب الأحمر بنقل الإمدادات جواً إلى كابل. وفي 6 فبراير تم استخدام الطريق لجلب المزيد من الطعام. وفي 26 فبراير حارب حكمتيار والفصيل الإسماعيلي المؤيد لدستم بقيادة السيد جعفر نديري في بل خمري في ولاية بغلان. قُتل المئات قبل التوصل إلى وقف إطلاق النار في 4 مارس وفقد الفصيل الإسماعيلي 11 موقعًا مهمًا. وفي 7 مارس وقع حكمتيار وحكومة برهان الدين رباني اتفاقية للقيام بعمل عسكري ضد طالبان.
وقد عادت حركة طالبان في 1996 للاستيلاء على كابل. يعتبر المحلل أحمد رشيد أن باكستان في ذلك الوقت تدعم وبقوة حركة طالبان؛ كما أن مصادر أقل شهرة تشتبه في أن طالبان حصلت على دعم من باكستان بالنظر إلى أسلحتها الثقيلة.
وفي 11 أبريل استولت الحكومة على منطقة ساغر في ولاية غور من طالبان، واستولت كذلك على مخازن كبيرة من الذخيرة. ومع ذلك استمر القتال في شاغشاران واستولت طالبان على منطقة شاهرك. وفي 4 مايو تعرضت السفارة الإيرانية في كابول للقصف وأصيب اثنان من موظفيها. في 12 مايو وصلت قوات حكمتيار إلى كابل للمساعدة في الدفاع ضد طالبان. وفي 24 مايو تم توقيع اتفاق سلام آخر بين رباني وحكمتيار. في 24 يونيو قُتل رسول بهلوان وهو قائد عسكري أوزبكي في أفغانستان في كمين بالقرب من مزار شريف. وكان لهذا الحادث تأثير كبير على توازن القوى في الشمال.
في 3 يوليو تم تشكيل مجلس وزراء من 10 أعضاء. حصل حزب حكمتيار على وزارتي الدفاع والمالية. حصل رباني على وزارتي الداخلية والخارجية. وحصل حزب سياف على التعليم والمعلومات والثقافة، بينما حصلت الحركة الإسلامية على التخطيط والعمل والرعاية الاجتماعية وحصل حزب وحدت على التجارة. وترك 12 مقعداً آخر مفتوحًا للفصائل الأخرى.
في 8 أغسطس استولت القوات الحكومية على شاغشاران لكنها خسرتها مرة أخرى. في 11 سبتمبر سقطت جلال أباد في يد طالبان، الذين ساروا بعد ذلك إلى سروبي. في 12 سبتمبر استولت طالبان على مهترلام في ولاية لغمان. وفي 22 سبتمبر سقطت ولاية كنر في يد طالبان.

#### سيطرة طالبان

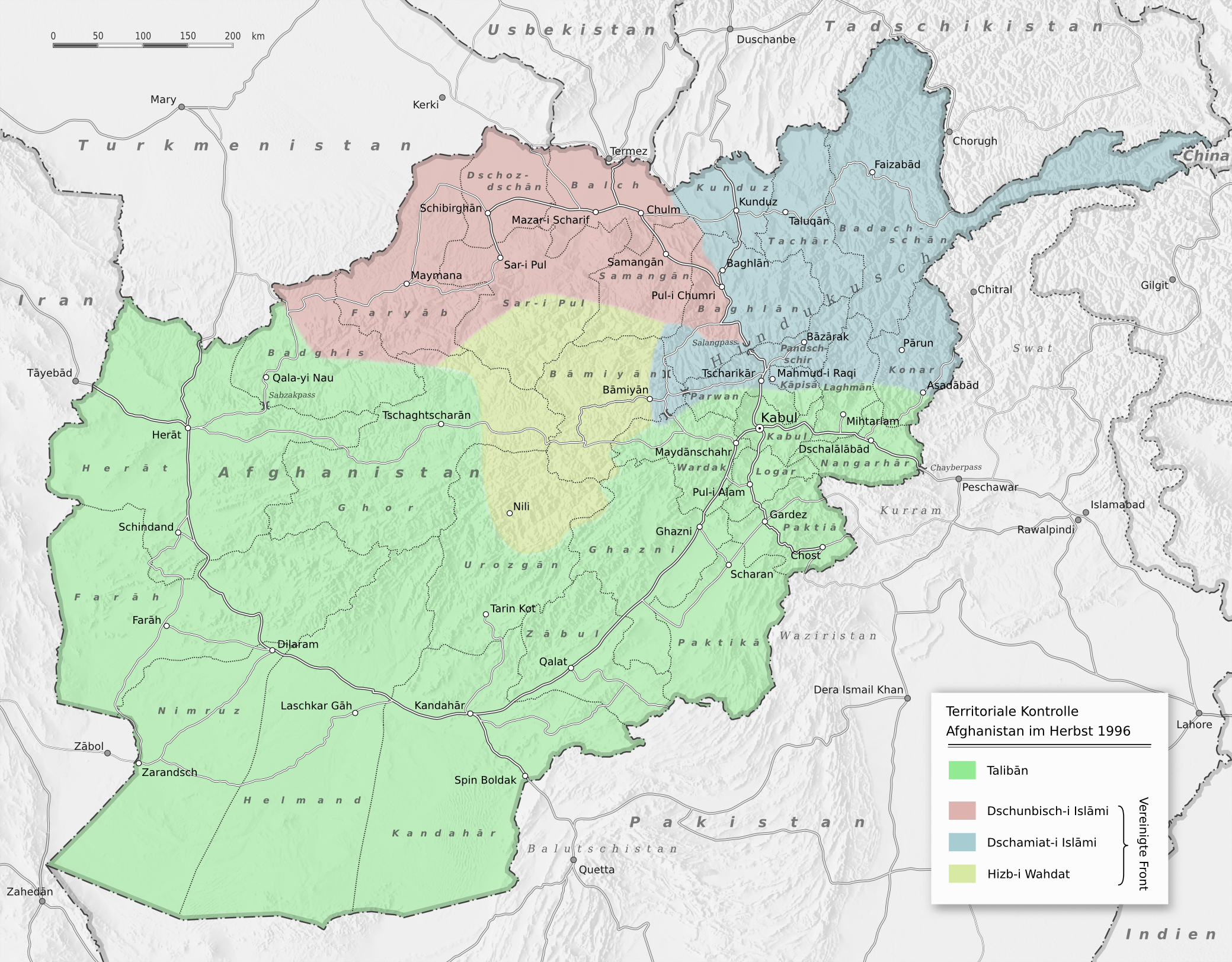
خريطة توضح الوضع السياسي في أفغانستان في خريف 1996 عقب استيلاء طالبان على كابل.

في 25 سبتمبر سقطت بلدة سروبي الإستراتيجية شرق كابول في يد طالبان الذين استولوا عليها من القوات الحكومية المؤقتة. قُتل 50 شخصًا واستولت طالبان على العديد من الأسلحة من جنود الحكومة الفارين.
في 26 سبتمبر مع هجوم طالبان على كابول، خلص وزير الدفاع المؤقت أحمد شاه مسعود في مقره في شمال كابول إلى أن قواته وقوات حكومة الرئيس رباني المؤقتة قد تم تطويقها، وقرر الإخلاء بسرعة أو سحب تلك القوات إلى الشمال لتجنب التدمير. كما انسحب حكمتيار زعيم الحزب الإسلامي من كابول.
بحلول الليل أو في اليوم التالي يوم 27 سبتمبر، احتلت طالبان كابول. وعيّن زعيم طالبان الملا عمر نائبه الملا محمد رباني على رأس المجلس الوطني الحاكم الذي أطلق عليه اسم إمارة أفغانستان الإسلامية. حتى ذالك الوقت كانت طالبان قد سيطرت على معظم أفغانستان.

#### ما بعد تلك الأحداث
في أول تحرك لها بعد استلامها السلطة، قامت حركة طالبان بإخصاء الرئيس السابق نجيب الله ثم أعدمته مع شقيقه. وبدا أن جميع المنشآت الحكومية الرئيسية أصبحت في أيدي طالبان في غضون ساعات، بما في ذلك القصر الرئاسي ووزارات الدفاع والأمن والخارجية.
في 5 أكتوبر 1996 هاجمت طالبان قوات مسعود في جبل سالانج باس لكنها تكبدت خسائر فادحة. وقد استعاد مسعود قبلها في 1 أكتوبر مدينتي جبل السراج وشاريكار. واستعاد مدينة باغرام بعد أسبوع. وفي 15-19 أكتوبر تم تغيير السيطرة على قرباغ شمال كابل، قبل أن تستولي عليها قوات مسعود ودستم. وفي 21-30 أكتوبر توقفت قوات مسعود وهي في طريقها إلى العاصمة. وفي 25 أكتوبر زعمت حركة طالبان أنها استولت على ولاية بادغيس وبدأت في مهاجمة قوات دوستم في فارياب. وفي 27-28 أكتوبر حاولت القوات المناهضة لطالبان استعادة كابول لكنها لم تتمكن من القيام بذلك. وفي 30 أكتوبر سقطت منطقة دره نور في ولاية ننكرهار في أيدي القوات المناهضة لطالبان لكنها استعادتها بداية نوفمبر. كما اندلع القتال في ولاية بادغيس دون تحقيق مكاسب كبيرة من أي من الجانبين. تم نقل قوات إسماعيل خان جوا من إيران لدعم التحالف المناهض لطالبان. وفي 4 نوفمبر قصفت قوات دوستم مطار هرات وسيطرت القوات المناهضة لطالبان على منطقة نورغل في ولاية كنر. ومابين 9 و 12 نوفمبر قصفت طائرات دوستم مطار كابول، ووصل ما بين 11 و 16 نوفمبر ما يقرب من 50,000 شخص معظمهم من البشتون إلى ولاية هرات هربًا من القتال في بادغيس. وفي 20 نوفمبر أوقفت المفوضية السامية للأمم المتحدة لشؤون اللاجئين جميع أنشطتها في كابول. وفي 21-22 ديسمبر اندلعت مظاهرات مناهضة لطالبان في هرات حيث طلبت النساء المساعدة من المنظمات الدولية، ولكن تم تفريقها بعنف. وفي 28-29 ديسمبر شن هجوم كبير على قاعدة بغرام الجوية وتم تطويق القاعدة.
تشكلت الجبهة المتحدة المعروفة في وسائل الإعلام الباكستانية والغربية باسم التحالف الشمالي، لمحاربة طالبان بقيادة مسعود. في السنوات التالية فر أكثر من مليون شخص من طالبان، ووصل الكثير منهم إلى المناطق التي يسيطر عليها مسعود. أدت أحداث هذه الحرب إلى اندلاع الحرب الأهلية الأفغانية (1996-2001).

## المشاركون في الحرب

### الحزب الإسلامي
وفقًا للمبعوث الأمريكي الخاص إلى أفغانستان في الفترة 1989-1992 بيتر تومسن، وُظف قلب الدين حكمتيار في عام 1990 من قبل المخابرات الباكستانية، لغزو أفغانستان والسيطرة عليها وحكمها لصالح لباكستان، لكن الخطة تأجلت حتى عام 1992 نتيجة للضغوط الأمريكية التي عملت على إلغائها. يؤكد المؤرخ الأفغاني عصامي نوجومي في أبريل 1992 أن وكالة المخابرات الباكستانية دعمت حكمتيار بإرسال مئات الشاحنات المحملة بالأسلحة والمقاتلين إلى الجزء الجنوبي من كابول. بدأ حكمتيار في يونيو 1992 بقصف كابول مع قوات حزبه الإسلامي. أكد مدير مركز الدراسات العربية والإسلامية بالجامعة الوطنية الأسترالية أمين سايكال هذا الدعم الباكستاني لحكمتيار في عام 1992: «كانت باكستان حريصة على تحقيق انفراجة للوضع المتأزم في آسيا الوسطى. لا يمكن لإسلام آباد أن تتوقع من قادة الحكومة الإسلامية الجديدة أن يساعدوا باكستان على تحقيق طموحاتها الإقليمية، ولولا الدعم اللوجستي من المخابرات الباكستانية وتزويدها لقوات حكمتيار بعدد كبير من الصواريخ لما تمكنت الأخيرة من استهداف وتدمير نصف كابول».

### الجماعة الإسلامية
الجماعة الإسلامية هي حزب سياسي ينتمي للإثنية الطاجيكية، ويشكل واحدًا من أقوى ميليشيات المجاهدين في أفغانستان منذ عام 1979. يقود جناحها العسكري أحمد شاه مسعود.

### حركة الانقلاب الإسلامي
أصبح محمد نبي محمدي زعيم حركة الإنقلاب الإسلامي (حركة الثورة الإسلامية) نائبًا لرئيس أفغانستان في حكومة المجاهدين. رغم ذلك استقال من منصبه عندما بدأت الحرب الأهلية في أفغانستان، ومنع القوات الموالية له من المشاركة فيها. بقي محمدي في باكستان وبذل قصارى جهده لوقف الحرب بين قلب الدين حكمتيار وبرهان الدين رباني وعبد الرسول سياف. سيطرت طالبان في عام 1996 على أفغانستان. كان معظم قادة طالبان طلابًا سابقين لمحمد نبي محمدي، وحافظ محمدي على علاقة جيدة مع طالبان.

### حزب الوحدات
أفادت تقارير هيومن رايتس ووتش أن شيعة هزارة الذين شكلوا حزب الوحدات الإسلامية الأفغانية بقيادة عبد علي مزاري قد حظوا بدعم قوي من إيران الشيعية، وقدمت وزارة المخابرات والأمن الوطني الإيرانية دعم مباشر لهذا الحزب. بعد سقوط كابول وافقت الأحزاب السياسية الأفغانية على اتفاقية سلام وتقاسم السلطة خلال معاهدة بيشاور. أقامت اتفاقيات بيشاور دولة أفغانستان الإسلامية، وعينت حكومة مؤقتة لفترة انتقالية تليها انتخابات عامة. بحسب تقارير هيومن رايتس ووتش:
مُنحت السيطرة على أفغانستان رسميًا لدولة أفغانستان الإسلامية، وهي كيان ظهر في أبريل 1992 بعد سقوط حكومة نجيب الله المدعومة من الاتحاد السوفيتي. توحدت جميع الأحزاب الإسلامية في ظل هذه الحكومة في أبريل 1992 باستثناء حزب قلب الدين حكمتيار، رفض حزب حكمتيار الاعتراف بالحكومة وشن هجمات ضد القوات الحكومية، لكن القذائف والصواريخ سقطت في كل مكان في كابول ما أدى إلى سقوط الكثير من الضحايا المدنيين. شارك حزب الوحدات في البداية في دولة أفغانستان الإسلامية وشغل بعض المناصب في الحكومة. ولكن سرعان ما اندلع صراع بين حزب الوحدات الشيعي وحزب الاتحاد الإسلامي السني. حاول وزير الدفاع في الدولة الإسلامية أحمد شاه مسعود التوسط بين الفصائل، لكن وقف إطلاق النار كان مؤقتًا فقط حتى يونيو 1992، عندما انخرط حزب الوحدات في معارك شوارع عنيفة مع حزب الاتحاد الإسلامي. بدأ حزب الوحدات في التعاون مع حكمتيار منذ يناير 1993.

## وصلات خارجية
- Afghanistan – the Squandered Victory by the BBC (documentary film directly from the year 1989 explaining the beginning of the turmoil to follow)
  - Afghanistan 1989 على يوتيوب
- Massoud's Conversation with Hekmatyar (original document from 1992)
  - The Conversation على يوتيوب
- Commander Massoud's Struggle by Nagakura Hiromi (from 1992, one month after the collapse of the communist regime, after Hekmatyar was repelled to the southern outskirts of Kabul, before he started the heavy bombardment of Kabul with the support of Pakistan)
  - Hekmatyar attacks Kabul but is repelled على يوتيوب
  - Massoud is popular among the people who also trust him to rebuild their country على يوتيوب
  - Massoud tries to prevent war between Ittehad and Wahdat على يوتيوب
  - Massoud talks about his convictions على يوتيوب
- Starving to Death Afghanistan (documentary report) by Journeyman Pictures/ABC Australia (from March 1996)
  - Taliban attack Kabul and Massoud على يوتيوب